# 古尔达斯普尔
古尔达斯普尔（Gurdaspur），是印度旁遮普邦古尔达斯普尔县的一个城镇，是該縣的行政中心。2001年总人口67455人。

## 人口
该地2001年总人口67455人，其中男性35820人，女性31635人；0—6岁人口6997人，其中男4083人，女2914人；识字率77.70%，其中男性为80.27%，女性为74.79%。